# Железнодорожный транспорт в Иордании
Железнодорожный транспорт в Иордании — железнодорожные линии и компании на территории государства Иордания.

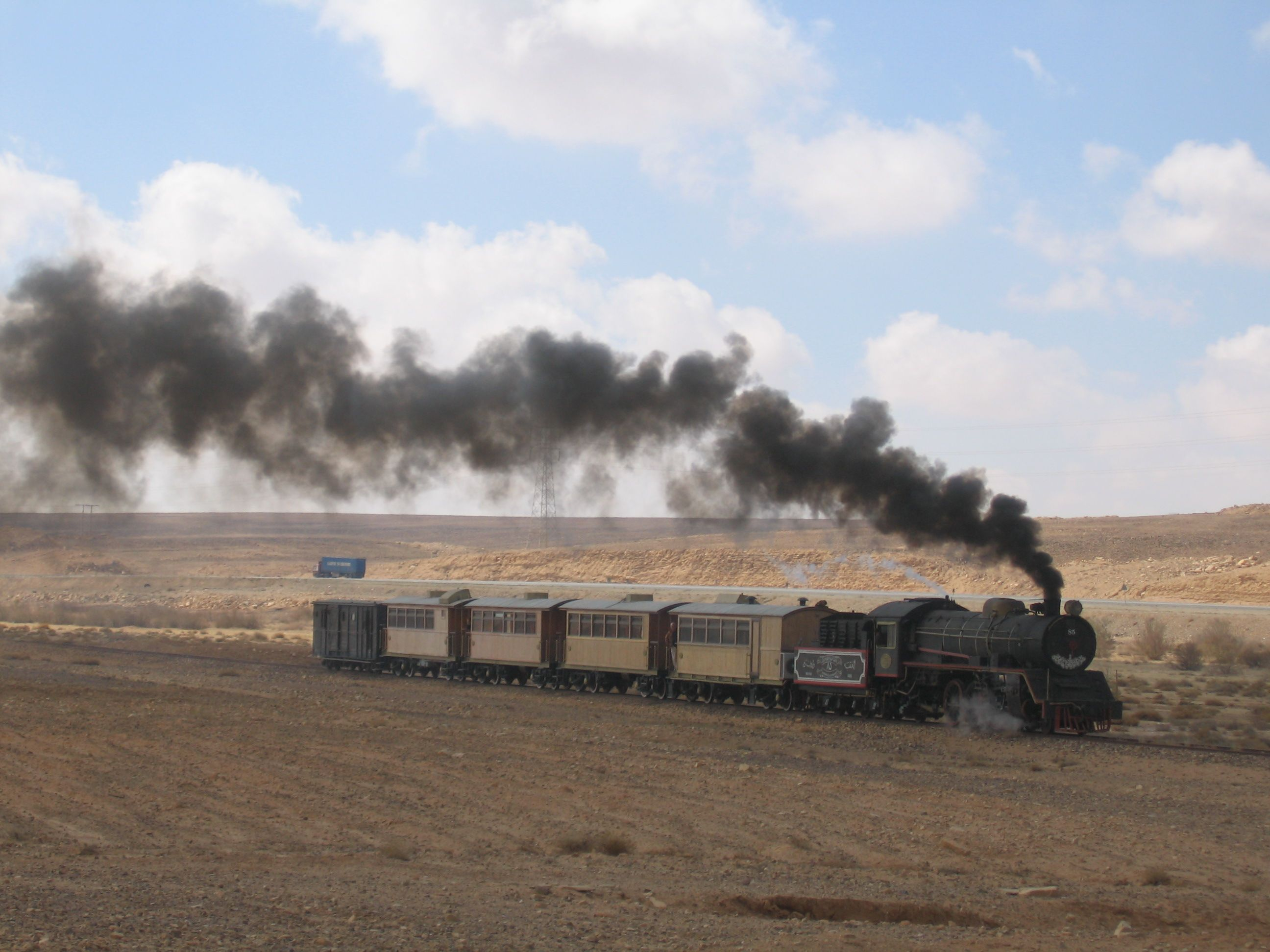
Поезд на паровозной тяге в Иордании

Длина железнодорожных линий в Иордании составляет 505 км. Ширина колеи — 1050 мм.
Основная магистраль страны проходит с севера на юг, от границы с Сирией до границы с Саудовской Аравией.